# Gösta Hjälmeby
Bo Edgar Gösta Hjälmeby, född 17 juni 1937 i Hjälmseryds församling i Jönköpings län, är en svensk företagsledare inom trähusbranschen.
Gösta Hjälmeby kom som femåring till Rösa i Skede församling utanför Vetlanda i Småland. Efter realexamen i Vetlanda arbetade han under nio år på Sparbanken där varefter han fick anställning hos småhustillverkaren Myresjöhus som ansvarig för försäljning i Vetlandaområdet. Här upptäckte han att det fanns marknad för fler aktörer och startade tillsammans med sin äldre bror Karl-Åke Hjälmeby och Kenneth Almqvist husfabriken Nordiska Trähus i Vrigstad i Småland 1969.
Med två anställda plus de tre ägarna och en omsättning på två miljoner första året expanderade företaget snabbt och hade på 1980-talet 180 anställda och en omsättning på 150 miljoner. Som den drivande kraften i trion var Gösta Hjälmeby VD för företaget från starten fram till 1986 då han i stället blev arbetande styrelseordförande. Vid denna tid var Nordiska Trähus en av de sju största hustillverkarna i landet. Han flyttade sedan till Falkenberg och startade företaget Skre AB.
Hjälmeby har också varit politiskt engagerad inom dåvarande Kristen Demokratisk Samling (KDS). Han satt under flera valperioder i fullmäktigeförsamlingarna för såväl Sävsjö kommun som Jönköpings läns landsting. Vidare har han haft styrelseuppdrag i Sveriges trähustillverkares riksförbund, dåvarande Sparbanken Alfa och Samspar. Han är frikyrkligt engagerad och var under många år sångledare i Vrigstads pingstförsamling.
Han gifte sig första gången 1962 med Berit Hjälmeby (1940–1982) och andra gången 1984 med Anita Hjälmeby (född 1938). Han har tre söner, födda 1962, 1966 och 1968.